# Delatycze
Delatycze (biał. Дзяляцічы, ros. Делятичи) – wieś (dawniej miasteczko) na Białorusi, w possowiecie Lubcz, w rejonie nowogródzkim obwodu grodzieńskiego.
Znajduje się tu parafialna cerkiew prawosławna pw. Podwyższenia Krzyża Pańskiego.

## Geografia
Delatycze są położone nad Niemnem między Lubczem, a Mikołajowem, w pobliżu ujścia Berezynki do Niemna.

## Historia
Delatycze stanowiły niegdyś własność Radziwiłłów, później należały do rodzin Wittgensteinów i Hohenlohe. Przed 1909 rokiem zostały sprzedane pod przymusem właścicielom rosyjskim. W XIX wieku znajdowały się w powiecie nowogródzkim guberni mińskiej. Za II Rzeczypospolitej miejscowość należała do powiatu i województwa nowogródzkiego (gmina Lubcz).